# Benjamin (journal)
 (mai 2019).
Pour les articles homonymes, voir Benjamin.
Benjamin est un journal français pour la jeunesse fondé par Jean Nohain. 
Paru pour la première fois en janvier 1929, il prend fin en 1958. Racheté par la suite par les créateurs de la revue Réalités, il est rebaptisé Top réalités jeunesse. Durant la période de la Seconde Guerre mondiale, il prend le parti de l’idéal pétainiste après la capitulation de la France en août 1940. Interrompu à la libération, le journal revient en 1952 sous une nouvelle formule. Notamment connu pour ses personnages forts tels que Zig et Puce, Trac et Boum et Amulette et Grassouillet, le journal se montre proche de l’actualité politique et accorde une place importante à l’éducation de la jeunesse.

## Historique

### Les rédacteurs en chef et auteurs principaux
Le journal Benjamin est un hebdomadaire au format journal (grandes pages) qui se revendique premier grand hebdomadaire destiné à la jeunesse. Fondé en 1929 par Jean Nohain, le journal prend fin en 1958. Lorsque Jean Nohain part en vacances, il laisse les rênes de la rédaction à l’illustrateur Babylas, pseudonyme de son frère Claude Dauphin, comme lors de l’été 1932. Apparaissant sous plusieurs noms de séries au cours du temps, une publiée en zone libre durant la guerre est dirigée par Alain Saint-Ogan. L'équipe de Benjamin se compose d’une collaboration d'illustrateurs et d'auteurs dont le fameux Joseph Porphyre Pinchon (créateur de Bécassine) qui travaille pour Benjamin de 1929 à 1944 et Alain Saint-Ogan, auteur de plusieurs personnages qui deviennent les mascottes du magazine comme Zig et Puce et Trac et Boum. Les autres auteurs et illustrateurs sont Frank King, Henry Dorak, Laurette Aldebert, Erik, mademoiselle Violette-Jean, Henri Louis Avelot et Jean Nohain lui-même qui écrit le scénario de plusieurs bandes dessinées qu’il publie dans Benjamin. Il se présente sous le pseudonyme de « Jaboune » et s’occupe souvent d'écrire l’éditorial de chaque numéro.
Entre 1929 et 1944, le siège de rédaction de Benjamin change plusieurs fois d’endroit. En effet, il fait ses débuts 10 rue Pergolèse dans le 16e arrondissement de Paris. Entre 1930 et 1933, la rédaction s'établit au 73 boulevard de Clichy dans le 9e arrondissement. À la fin de cette même année, il est domicilié temporairement au 11 bis rue Curial dans le 19e arrondissement avant de s’établir au 11 rue Brunel dans le 17e arrondissement entre 1934 et 1936. Entre 1936 et 1938, il ne se change pas de rue mais passe du numéro 11 au numéro 14. En 1939, toujours dans la même rue, la rédaction établit ses bureaux au numéro 4. En 1940, les bureaux quittent la rue Brunel pour s’installer 31 rue Guyot dans le 17e arrondissement. C’est après la reddition française que les bureaux de rédaction et l’administration du journal sont séparés. Entre 1941 et 1944 (année de suspension temporaire du journal), le journal est délocalisé à Clermont-Ferrand dans le département du Puy-de-Dôme sous la maison d’édition Échos de Paris.
Étant un journal religieux pour la jeunesse, il existe plusieurs versions. Benjamin Bleu est l'édition catholique qui est vendu seulement après s'être abonné au magazine original. Réservé à l’origine pour un jeune public masculin, par la suite une version féminine, sous le nom de Benjamine apparaît en 1934.

### Un journal pour l'élite?
Le journal se veut comme un journal pour une élite sociale, pour des enfants ayant accès à une certaine culture et a un niveau élevé d’éducation. Cela se voit dans le slogan du journal qui se dit « journal des enfants intelligents ». Pour montrer son côté élitiste, le journal développe des rubriques consacrées à l’éducation et donne parfois des conseils pour la réussite scolaire. 
Le journal Benjamin sort des numéros sur des thèmes précis, qui demandent un certain niveau de connaissance sur le sujet, comme les journaux sur l’Empire colonial du 1er février 1944 avec des dossiers complets sur l’action de la France dans tout son Empire. On peut y retrouver des cartes avec les grands explorateurs français, des articles sur les découvertes faites ou bien les mouvements d'évangélisation des nouvelles terres conquises.
Cependant, Benjamin possède des aides venant de l’État, censé financer leur diffusion dans les écoles rurales, là où le lecteur issus de classe moyenne semble peu touché par la politique originelle du journal. Tout cela montre que le journal se veut comme un outil culturel pour tous.

### La composition d’un hebdomadaire jeunesse et son évolution dans le temps

#### Les différentes rubriques du journal
Le journal Benjamin est toujours structuré de la même façon, du moins il y a toujours les mêmes rubriques qui apparaissent dans le journal.
Les brèves histoires amusantes, conçues pour être lues séparément les unes des autres, sont faites dans un but purement humoristique. Comme on peut le voir dans le numéro du 2 janvier 1936, à la page 4, avec Les aventures de Monsieur Toupe, qui est une bande composée de quatre vignettes étant faite pour amuser le lecteur.
Les feuilletons illustrés sont très présents dans les premières années du journal, ce sont des histoires avec beaucoup de texte et quelques illustrations pour démontrer le propos. En effet, il ne faut pas oublier que c’est un journal avant tout pour les enfants et donc les illustrations ont un rôle primordial. On en trouve un exemple dans le numéro du 20 mars 1930 avec le feuilleton de Srir et Aïcha dans le Riff fait par Pierre Marel. Ce sont des histoires à suivre de numéro en numéro et donc cela incite les familles à souscrire un abonnement pour pouvoir avec les histoires complètes à terme. 
Il y a aussi des contes moralisateurs, qui, comme leur nom l’indique, sont faits sous la forme de conte à but d’éducation, de façon plus ou moins réaliste. On peut le voir dans le conte des Ciseaux enchantés du numéro 29 août 1940, qui explique qu’avec des ciseaux ensorcelés, un homme avait réussi à obtenir les faveurs d’un roi pour devenir le coiffeur royal. Mais qu’à cause de sa paresse, il a manqué à ses engagements, ce qui lui coûte sa place. Et de colère, il jette ses ciseaux magiques à la mer. Ce qui explique le fait que les poissons n’ont pas de cheveux.
Tout au long des publications faite par le journal, des faits d’actualités scientifiques et artistiques font partie des rubriques phares du journal, elles évoquent des faits d’actualités tels que « le salon de peinture de Buffon » du 20 mars 1930 qui évoque une exposition faite avec les dessins des lecteurs de Benjamin mais aussi sur les sciences des dernières heures du 1er octobre 1936 qui explique une nouvelle forme d’avion, avec des ailes amovibles.
Sur les questions d’actualité, le journal met aussi en place des articles politiques adaptés aux enfants, comme avec « la tribune des Benjamins » du 2 janvier 1936 qui évoque les réformes prises par le gouvernement sur le système éducatif, avec des réformes sur les CPE (certificat d’études primaire) ou bien les équipements scolaires. 
Le journal met aussi en place des rubriques plus ludiques, comme avec des chansons telles que Les plus beaux magasins du monde (29 août 1940) ou bien des nouvelles scoutes. En effet, le journal s’affiche de façon plus ou moins directe comme un journal catholique, de ce fait, ils mettent en place des nouvelles scoutes telle que Salut compagnon ! dans le numéro du 29 août 1940, ces articles expliquent comment fonctionnent les camps scouts avec les différents statuts et la vie dans les camps.
Cependant, Benjamin ne fait pas que des rubriques intellectuelles ou scientifiques. Ils développent des rubriques manuelles comme des travaux pratiques ou bien des jeux d’esprits, avec des mots croisés appelés « Les mots croisées des Benjamins » qui apparaissent dans plusieurs numéros. Par exemple dans le numéro du 1er octobre 1936 mais aussi dans le numéro du 13 avril 1939 ou bien des travaux manuels. Tous ces jeux ont leurs solutions dans le numéro suivant, ce qui peut être encore une stratégie de journal pour attirer de nouveaux abonnements.
De plus, le journal développe de plus en plus les bandes dessinées pour divertir les jeunes lecteurs. Il est vrai que les bandes dessinées ont un apport ludique, car il ne faut pas oublier que c’est un journal pour la jeunesse. On retrouve de nombreuses productions, mais la plus importante est celle de Zig et Puce, que l’on retrouve dans un grand nombre de numéros.

#### Les changements de format et de la présentation du journal entre 1929 et 1944
Entre 1929 et 1944, la présentation de Benjamin change, tant en contenu qu’en format. De 1929 à 1939, le journal se présente sous le format de 8 pages sur 512 numéros. Du 14 septembre au 28 décembre 1939, 16 numéros plus courts sortent. Durant la guerre, entre 1940 et 1944, le format change de nouveau pour passer de 8 pages 30 × 45 cm à 12 pages 36 × 56 cm.
Le prix évolue aussi. Tandis qu’entre 1929 et 1937, l’exemplaire ne coute que 50 centimes, il passe à 70 centimes en 1938 et atteint le franc en 1940. C’est en 1943 qu’il atteint son prix final de 1,50 franc.
Les premiers numéros de 1929 visent à faire une distinction de contenu selon l'âge du lecteur. En 1929, le premier numéro met en place un système de division de pages en deux entre les aînés (plus de 16 ans) avec comme exemple d’histoire Kiki, chien de guerre et les cadets (à partir de 13 ans) avec comme exemple d’histoire Pip, Piaffe et Boum (H. Avelot). Ainsi, la présentation type de 1929 est : 
- page 1 : mot de la rédaction pour ses lecteurs, mot d’un invité, généralement illustre tel que Raymond Poincaré[9], le Maréchal Joffre[10], Georges Clemenceau[11]… Souvent évoqués en couverture par une lettre écrite de leurs mains, cela marque le rapprochement du journal Benjamin avec le gouvernement français de l’époque. Le journal évoque aussi en première page les dernières informations de la rédaction et sa communauté ;
- page 2 : consacrée aux scolaires et aux scouts ;
- page 3 : « Les belles histoires de Benjamin », page d'histoires brèves ;
- page 4 et 5 : « La page de celui... qui est à la page », double page évoquant l’actualité internationale et les derniers progrès technologiques ;
- page 6 : « Les benjamines », page réservée aux jeunes lectrices ;
- page 7 : « La page des moins de 10 ans », page contenant histoires et infos insolites pour les jeunes enfants ;
- page 8 : page des jeux et concours ;
- page 9 et 10 : page de publicités, rebaptisée « Les belles étrennes » à partir du 4e numéro.

En 1930, la police d'écriture est plus fine et aérée. On accorde moins d’importance aux titres des pages laissant place à plus d'informations. Le journal présente des informations aux lecteurs pour des offres spéciales à droite du titre qui renvoient à la page des concours. Au cours de cette même année le journal offre la possibilité de s’abonner sur une période de six mois au lieu d’un abonnement annuel. 
À partir de 1931 plusieurs nouvelles rubriques font leur apparition : « Les Benjamins sont de bonne humeur », et « À travers le monde » présentant les actualités. Le format s’approche plus d’un journal standard avec une présentation en colonnes et peu d’images. 
En 1932 apparaît la rubrique « Benjamin et l’Histoire » sur la page 2 des numéros. Le journal subit une réduction de la double page réservée aux actualités pour une simple page. Entre 1932 et 1934, le journal garde cette forme. 
Le magazine se concentre en 1935 sur l’actualité. La première page est présentée à la manière d’un journal, « les aventures de monsieur Toupe » (Erik), font leur apparition et une nouvelle page est consacrée à la culture française principalement, intitulée « J’ai appris cela dans Benjamin ». « Les contes d’aventures de Benjamin », page réservée à une présentation d’un conte littéraire d’auteur différent à chaque nouveau numéro apparaît dès avril 1935. C’est cette même année que la série des Amulette et Grassouillet scénarisé par Jaboune (Jean Nohain) et illustré par Pinchon se fait une place dans Benjamin. 
En 1936 une partie du magazine est réservée aux Benjamines sur 2 ou 3 pages. Y sont présentées des histoires drôles ainsi que des conseils de bienséance pour les jeunes filles. 
En 1937 c’est la rubrique « Les Benjamins sont les Aviateurs de demain », présentant les techniques de pilotage et le monde de l’aviation en général qui apparaît.
En 1938, « La page des Benjamins sportifs », page réservée aux activités sportives de la jeunesse apparaît dans le journal. 
Il y a un retour en 1939 à une police d’écriture plus petite et serrée. À partir de septembre 1939, l’actualité se porte sur la menace allemande et l’entrée en guerre de la France le 3 septembre. La rédaction demande à ses lecteurs un soutien à la propagande et au nationalisme français. Des publicités et astuces sont ajoutées au magazine se concentrant sur des moyens de substitution aux produits onéreux. Le sentiment de rationnement dû à la guerre est en effet présent. 
Un changement radical de mise en forme est fait en 1940. Le magazine se veut patriotique avec une couverture spécifique aux numéros. Des articles et contes à morale en rapport avec le patriotisme présent au début de la guerre contre l’envahisseur nazi sont présentés. De même, la difficulté de la vie pour la population française (rationnement, remplacement des hommes par leurs femmes dans les usines, participation à l’effort de guerre, munitionnettes, etc) se ressent dans les pages publicitaires.
La place accordée aux illustrations en tous genres est mis en avant à partir des années 1940. Sans doute une manière de détourner l’esprit des jeunes générations des problèmes de la guerre. Ainsi les couvertures sont relatives à la guerre (les numéros 6, 9, 12, 16, 18 et 19), à la vision de la vie en France (les numéros 1,2 et 4), au patriotisme (les numéros 3, 7, 15, 17, 20), à l’exotisme (les numéros 5, 8, 14) et à la religion (les numéros 10, 11 et 13) jusqu’à juin 1940. La rédaction s'adresse désormais aux JEFS (Jeunes Européens de France), une association créée en 1901 qui défend la démocratie. Le vocabulaire anglophone apparaît dans les numéros pour apprendre certaines phrases aux Benjamins à partir de janvier 1940 jusqu’en juin 1940. 
À la suite de la reddition de la France face à l’Allemagne le 22 aout 1940, le magazine reprend sa forme initiale. Les articles patriotiques disparaissent, et un retour aux titres plus généraux et enfantins s'effectue. Avec l’occupation du pays et la législation xénophobe du gouvernement de Vichy, la propagande pétainiste est présente principalement dans deux illustrés, Fanfan et Benjamin. À partir du numéro 20 de la nouvelle série, le journal se présente comme “intégralement français”. En effet certains pigistes sont remplacés par des personnes adhérant plus à l’idéal de Vichy. 
En 1941, le magazine est ponctué par plus d’illustrations, et 4 bandes dessinées directrices : Trac et Boum, M. Poche et Zig et Puce et Oscar entremêlés d’articles et de rubriques informatives et scientifiques. La page d’informations culturelle « J’ai appris cela dans Benjamin » devient plus générale et ne se concentre plus seulement sur l’art et la culture française d’avant-guerre. (Plus de pièces de théâtre résumées par exemple).
En 1942 et 1943, Zig et Puce sont toujours présents dans chaque numéro mais le journal laisse une place importante (quasiment une page) consacrée à Faubert, le chien et Hervé et Loïc, de nouveaux personnages de Alain Saint-Ogan.
La bande dessinée garde en 1944 une place importante face à une police d’écriture plus petite qu’au début de la guerre.

### Le positionnement politique et catholique du journal au cours du temps

#### De 1929 à 1939: la période d’avant-guerre
Durant sa première décennie de publication, Benjamin présente par ses titres enfantins, une vision pure à la jeunesse. La présence des contes moralisateurs ainsi qu’une page consacrée à l'école et aux scouts (souvent gérés par la paroisse) rappellent son lien à l’Église catholique. La politique y est expliquée de manière simple et le journal se veut conservateur des valeurs familiales et patriotiques. Malgré un intérêt manifeste pour l’actualité, c’est sur celle de la France que se concentre principalement le journal en présentant aux enfants l’art comme les pièces de théâtre et les disciplines sportives. En faisant intervenir quelques hommes illustres du pays au début des années 1930, Benjamin s’attire aussi l’approbation parentale.
Lorsque la menace de la guerre entre en jeu, Benjamin l’évoque peu préférant évoquer l’aspect guerrier sur un thème plus scientifique. Ainsi, le journal épargne la jeunesse en lui présentant les techniques de pilotage et non l’aviation elle-même par exemple.

#### De 1940 à 1944: un journal collaborateur?
Dès les années 1940, le journal prend une direction collaboratrice avec le gouvernement de Vichy, en effet une troisième série de production commence dès le 14 janvier 1940 jusqu’au 1er juin 1940. Il a absorbé le journal Fef qui est lui aussi un journal à tendance catholique. Le journal développe un côté de plus en plus sombre avec des articles patriotiques et des faits d’armes. On voit de moins en moins de dessins et les rares bandes faites dans le journal sont celle du Pinchon qui s’intitule Patatras sur les routes de France.
Cependant, le fait qu’il y a beaucoup de texte ne convient pas au public enfantin auquel est dédié le journal. De ce fait, une nouvelle série est faite dès juillet 1940 et qui dure jusqu’en 1944. Le journal reste un journal de soutien pour le maréchal Pétain, son slogan devient « Benjamin soutient à fond l’œuvre de redressement national ». Le gouvernement de Vichy se sert de la vague de succès du journal pour que les jeunes se rallie à la cause du maréchal, on trouve notamment plus de bandes dessinées avec des arrière-plans patriotiques comme Trac et Boum ou bien Faubert chez les hommes, tous deux sont des créations d’Alain Saint-Ogan

#### De 1944 à 1958: interruption et retour
Après la libération de la France, le journal, trop marqué par son orientation pétainiste, disparaît à la fin de l'année 1944. C’est en 1952, sept années après la fin de la guerre que Benjamin fait son retour sous l'égide d'un nouvel éditeur. Il se présente avec un nouveau visage. Il se veut à présent plus penché sur l'actualité qu’il ne l’a été dans le temps. Certains sous titres changent pour donner une image nouvelle à l'hebdomadaire et casser l’image qu’il avait pu arborer durant la guerre. Ainsi en dessous de son titre, on peut voir selon les numéros les sous titres, Jeunesse actualité ou Journal jeune, par les jeunes, pour les jeunes ou encore Actualité de la jeunesse.

### Les grandes productions qui font la renommée du périodique

#### Zig et Pucede Saint Ogan
La série de Zig et Puce est faite par Saint-Ogan dans le journal Le Dimanche illustré puis dans le périodique Benjamin de façon quasi-hébdomadaire dès 1940 jusqu’en 1943, mais ce sont des personnages créés en 1925. Alain Saint-Ogan a créé plus de 90 aventures de Zig et Puce, pour un public jeunesse mais en réalité elle est aussi appréciée par les adultes.
Zig et Puce sont deux enfants âgés de 11 et 13 ans. Zig est impétueux, un peu fou tandis que Puce est plus tempéré et réaliste. En quête d’aventures, ils se mettent en tête d’aller faire fortune en Amérique. Lors de leur traversée pour rejoindre le continent, leur bateau fait naufrage et ils se retrouvent sur une île déserte. Par la suite, ils connaîtront d’innombrables aventures parfois même sur d’autres planètes.
- 16 juillet 1942 : Zig et Puce « la corbeille à surprise »
- 6 aout 1942 : Zig et Puce « Quiproquo »
- 13 aout 1942 : Zig et Puce « Tout finit bien »
- 20 aout 1942 : Zig et Puce « Ministère »
- 27 aout 1942 : Zig et Puce « Arrivé en Marcalance »
- 3 septembre 1942 : Zig et Puce « Difficile problème »
- 17 septembre 1942 : Zig et Puce « mauvais début »
- 24 septembre 1942 : Zig et Puce « ventriloque imitateur »
- 29 octobre 1942 : Zig et Puce « Modernisation »
- 12 novembre 1942 : Zig et Puce « Organisateur d’Opéra »
- 19 novembre 1942 : Zig et Puce « Compétition sportive »
- 26 novembre 1942 : Zig et Puce « a l’ouvrage »
- 3 décembre 1924 : Zig et Puce « Boxe et course »
- 17 décembre 1942 : Zig et Puce « Œuvre d’art »
- 7 janvier 1943 : Zig et Puce « Orage parlementaire »
- 21 janvier 1943 : Zig et Puce « une sinistre affaire »
- 28 janvier 1943 : Zig et Puce « panique à bord »
- 18 février 1943 : Zig et Puce « triomphant »
- 25 février 1943 : Zig et Puce « une étrange maladie »
- 4 mars 1943 : Zig et Puce « une enquête »
- 11 mars 1943 : Zig et Puce « L’émeute gronde »
- 18 mars 1943 : Zig et Puce « puce a du génie »
- 1er avril 1943 : Zig et Puce « la bal clochard »
- 15 avril 1943 : Zig et Puce « tout a une fin »
- 29 avril 1943 : Zig et Puce « prennent congé »
- 6 mai 1943 : Zig et Puce « un être dangereux »
- 13 mai 1943 : Zig et Puce « embouteillage »
- 20 mai 1943 : Zig et Puce « suivent le régiment »
- 27 mai 1943 : Zig et Puce « les évènements s’enchainent »
- 10 juin 1943 : Zig et Puce « veulent caser Marcel »
- 17 juin 1943 : Zig et Puce « l’hallali raté »
- 24 juin 1943 : Zig et Puce « et les moutons »
- 1er juillet 1943 : Zig et Puce « une ruade bien placé »
- 8 juillet 1943 : Zig et Puce « tombent dans la pièce »
- 22 juillet 1943 : Zig et Puce « la vipère providentielle »
- 29 juillet 1943 : Zig et Puce « l’arracheur de dents »
- 5 aout 1943 : Zig et Puce « un grand cortège historique »
- 12 aout 1943 : Zig et Puce « à la conquête du lys d’or »
- 19 aout 1943 : Zig et Puce « le vainqueur du tournoi »
- 26 aout 1943 : Zig et Puce « une faible femme »
- 2 septembre 1943 : Zig et Puce « une affaire d’honneur »
- 9 septembre 1943 : Zig et Puce « le duel »
- 16 septembre 1943 : Zig et Puce « tout finit bien »

Les aventures de Zig et Puce ont une place importante dans le journal Benjamin.

### Trac et Boumde Saint Ogan
Trac et Boum est surement l’œuvre principale de Saint Ogan dans le journal Benjamin durant sa direction, elle est mise dans tous les numéros, soit sous la forme de bande divertissante soit en couverture dès 1941 jusqu’en 1943. Elles sont par la suite remplacés par d’autres séries de Saint-Ogan.
Les albums sont publiés chez les Éditions sociales françaises, sous la forme de 4 tomes (Trac et Boum chez les hommes, Trac et Boum voyagent, Trac, Boum et Fantôminou) ainsi que Les aventures de Trac et Boum. Le fait que les séries de presses soient publiées en album montrent que ce sont des séries qui ont eu un fort succès et qui marque plus ou moins la renommée du journal.

### La famille AmuletteetGrassouilletde Pinchon
Grassouillet, créé par Jaboune, et illustré par Pinchon est série humoristique, publiée par la suite par la maison d’édition Ferenczi et fils : Grassouillet est un jeune homme blond, à qui il arrive des situations cocasses qui souvent dégénèrent à cause de sa maladresse naturelle.
Les deux auteurs reprennent par la suite des strips de production pour les inclure dans le journal Benjamin dès le début du journal. On retrouve notamment des strips issus de Grassouillet chez l'oncle Amelonde réalisé en 1928 ou bien Grassouillet au bord de la mer de 1932.
La Famille Amulette, scénario de Jaboune, série de genre jeunesse sur une famille excentrique, chez l'éditeur Plon : La famille Amulette, est une famille excentrique à qui il arrive des aventures burlesques. Amulette le père à sa propre série d’aventures. Tout comme Grassouilet, Jaboune reprend des parties de ses albums pour les intégrer dans le journal Benjamin.
Babylas chez Amulette, scénario de Babylas, dessins de Joseph Pinchon (et par Erik dans certains numéros à partir de février 1932) publiés dans Benjamin dans le courant des numéros de 1932 : Babylas l’auteur se présente lui-même dans une série d’aventures humoristiques qui le présente aux côtés de Amulette, un homme fort habillé d’une redingote, portant une paire de lunettes et arborant une large barbe blanche.  

#### Benjamin et Benjamine, par divers auteurs
Avec sa nouvelle formule en 1952, Benjamin voit l'arrivée d'une série de bande dessinée qui a pour objet d'incarner le nom du journal : Benjamin et Benjamine, qui raconte les aventures autour du monde de deux jeunes adolescents. Créée par Ric, la série est reprise par Christian Godard (1955-1956), Jean Trubert et Roger Lécureux (1956), puis Albert Uderzo et René Goscinny (1957-1959).

### Les autres titres parus dansBenjamin
Il y a plusieurs productions de bandes dessinées faites dans le journal Benjamin, les principales sont : 
- Pitche de Alek Stonkus, qui évoque les aventures d’un homme de façon humoristique, avec une inspiration de Charlot ;
- Patatras de Frank King et Henry Dorak, reprise d’un journal américain The Chicago Tribune et adapté en France pour le journal Benjamin ;
- Les aventures de Nestor Bobèche de Erik ;
- Oscar de Claude Verrier ;
- Hervé et Loïc autour du monde de Trucy, qui est fait sous la forme de texte sous images tout comme Mouti et Toti à travers les âges, d’Alain Saint-Ogan. Ce sont des histoires qui ressemblent plus à des histoires illustrées qu’à des bandes dessinées ;
- Faubert chez les hommes d’Alain Saint-Ogan.

On peut voir aussi des bandes secondaires comme : 
- Monsieur Mitaine, ami des animaux de Mlle Violette-Jean ;
- Les aventures de Malinou de Laurette Aldebert et illustré par Pinchon et Le mystère de Muang-song par Torcy, tout comme l’histoire d’Hervé et Loïc autour du monde de Turcy, sont des histoires avec des textes sous images importantes.

### Top Réalités Jeunesse, nouveau nom deBenjamin
En 1958, Benjamin est racheté par Réalités (revue créée en 1946 par Didier Rémon et Humbert Frèrejean qui devient un mensuel et illustre la période des Trente Glorieuses). Il est alors rebaptisé Top Réalités Jeunesse et se présente comme le « magazine des enfants qui ne sont plus des enfants ». Composé de 552 numéros, il est rempli de reportages et d’enquêtes. Il devient un mensuel à partir du 539e tome. Il est arrêté pendant près d’un mois entre le 26 mai 1968 (no 497) et le 23 juin 1968 (no 498) à cause des événements de mai 1968.
Il change radicalement de présentation puisque l’aspect graphique est mis en avant. Le « Top » occupe alors un quart de l’espace de la couverture et une photographie (le plus souvent d’actualité) prend le reste de la couverture. On reconnaît un air de famille avec la revue originelle de ses acheteurs.
Pour présenter leurs possibilités aux élites futures, Top présente dans plusieurs de ses numéros le diverses Grandes écoles ainsi que quelques métiers dont on sent monter le besoin, comme électronicien, statisticien, pilote de ligne, etc. accompagnés de quelques tests permettant de savoir si on se sent pour eux une éventuelle vocation.
Les aventures de Benjamin et Benjamine reprennent, confiées à un scénariste dont le talent commence à être reconnu, René Goscinny, qui les envoie à New York. Le même Goscinny présente également dans Top les aventures de Pistolin avec un humour tout aussi ravageur.
Le format journal pour les enfants avait été tenté quelque temps par un autre hebdomadaire, Risque-Tout, tout en couleurs, dont la carrière fut plus brève.